# Lenguas kachin-lui
Las lenguas kachin-lui, kachínicas o Jingpho-Sak constituyen un grupo de las lenguas tibeto-birmanas de la cuenca del Brahmaputra, formada por las variedades de jingpho (kachin) y las lenguas sak (sak, kadu, andro y sengmai).

## Clasificación interna
Las lenguas kachin-lui se dividen en dos ramas:
- Lenguas kachin o jingpho:
  - Jingpho, hablada por unas 900 000 personas en Birmania en el estado de Kachin,[1] con una población total de 940 personas contando el resto de países donde se habla.
  - Shingpho, hablado por unas 2500 personas en el estado indio de Assam.[2]
- Lenguas luicas o sak:
  - Sak o chak, hablado por unas 5500 personas en Bangladés (2002).
  - Kadu, hablado por unas 42 000 personas en Birmania.
  - Andro,
  - Segmai,
  - Taman, lengua extinta hablada en Tamanthi y en los alrededores del Homalin, en el distrito Khamti.

Ethnologue clasifica a las variedades de sak como una única lengua y además clasifica la lengua amenaza taman en la rama jighpho, aunque la mayoría de autores la clasifican como una lengua sak.)

## Comparación léxica
Los numerales en diferentes lenguas kachin-lui son:
| GLOSA | Kachínico          | Kachínico | Luico      | Luico       | Luico       | PROTO- KACHIN-LUI  |
| GLOSA | Jingpho (Kachin)   | Singpho   | Chak (Sak) | Chak- marma | Kado (Kadu) | PROTO- KACHIN-LUI  |
| ----- | ------------------ | --------- | ---------- | ----------- | ----------- | ------------------ |
| '1'   | lă55ŋai51 n55ŋai51 | ai-ma     | hvú-wa     | táiʔ        | tɛn²        | *tái-              |
| '2'   | lă55kʰoŋ51         | kʰɔŋ      | níŋ-hvú    | náiʔ        | kəliŋ³      | *kni-              |
| '3'   | mă31sum33          | musum     | súŋ-hvú    | súŋ         | sʰun⁵       | *súm               |
| '4'   | mă31li33           | mɨli      | prí-hvu    | lé          | pi⁵         | *p-ri~ m-li        |
| '5'   | mă31ŋa31           | məŋa      | ŋá-hvu     | ŋá          | ha²         | *b-ŋá~ m-ŋá        |
| '6'   | kʒu̠ʔ55             | kuʔ       | kruʔ-hvu   | kʰróʔ       | huk³        | *k-ruk             |
| '7'   | să31nit31          | snit      | səniŋ-hvu  | kʰənáiʔ     | sip³        | *s-nit             |
| '8'   | mă31ʦa̠t55          | mʦat      | aʦaiʔ-hvu  | ʃáiʔ        | pɛt²        | *b-ʦat, (< *-ryat) |
| '9'   | ʧă31kʰu31          | skʰu      | təhvú-hvu  | kó          | kou³        | *ʧ-kʰúw            |
| '10'  | ʃi33               | ʃi        | sí-hvu     | ʦʰe         | nu²         | *ʦʰí               |